# Екарма (остров)
Вижте пояснителната страница за други значения на Екарма.
Екарма (на руски: Экарма), (на японски: 越渇磨島 Екарума-то) е необитаем остров, част от веригата Северни Курилски острови, намиращи се между Охотско море и Тихия океан. Административно попада в Северо-Курилски градски окръг в Сахалинска област на Русия. Протокът Екарма отделя острова от по-големия остров Шиашкотан, разположен на 8 km югоизточно от него. На 29 km на запад се намира остров Чиринкотан.

## Описание
Островът е с вулканичен произход и заема площ от 32,01 km². Има ясно изразена правоъгълна форма с размери 7,4 × 5,5 km. Състои се от надводната част на два почти сливащи се вулкана. По-голямата част от площта му е заета от западния вулкан, който носи името на острова. Представлява висок, почти правилен конус, изграден от андезит и базалт. На върха му се намира лавов купол, който е най-високата точка на острова и се издига на 1171 m над морското равнище. Източният вулкан е неактивен и силно разрушен от изригвания в далечното минало.
На остров Екарма могат да се отделят 19 вида естествени ландшафтни форми. На него няма реки и езера, а прясна вода може да се получи само от временни дъждовни потоци. В северната част на острова има няколко горещи серни извори. Склоновете са стръмни и средно стръмни, покрити със застинала лава и пирокластичен материал. Полегатите са пресечени от свлачища от раздробени вулканични материали, а по-слабо наклонените – с чакъл. Заради състава на изстиналата лава, голите стръмни склонове имат тъмен цвят, който на юг преминава в червеникав.
Западната част на острова, между носовете Шпилев и Безводни, се състои от стръмни туфови и лавови склонове и е лишена от всякакви водоизточници. На изток скалните стръмнини са с височина 850 m и завършват със скалистия нос Кабуто, на 369 m над морското равнище. В по-голямата си част бреговете са стръмни, а в северния и източния участъци те са чакълести.
Подходът към острова е безопасен, но няма удобни заливи за акостиране. Най-доброто място за целта е на югоизточната страна, където дълбочината на водата е 18 – 27 m, а брегът е покрит със скалиста почва.

## История

### Древност
През август 2007 г. колектив от архелози и вулканолози откриват в местността между носовете Люти и Мохови две древни селища, които получават имената Екарма-1 и Екарма-2.
Екарма-1 се намира на 4 km източно от нос Люти и на 2 km западно от Мохови. Селището е разположено на 30-метрова морска тераса в устието на безименен ручей. Намерени са 7 котлована от жилищни сгради с правоъгълна форма, единият от които е с изход на запад. Открити са както цели каменни оръдия на труда, така и фрагменти от тях. Болшинството са изработени от висококачествен кремък.
Екарма-2 се намира на 250 m югоизточно от Екарма-1 и е разположено на 20-метрова морска тераса. Открити са 19 котлована от древни жилища с кръгла форма. Не са намерени археологически находки.

### Владение на Русия и Япония
Руснаците завладяват Курилските острови в началото на 18 век, почти веднага след присъединяването на Камчатка към Русия. Движат се по архипелага от север на юг и достигат най-южните острови Итуруп и Кунашир през 1760-те години.
През 1855 г. между руския и японския император е сключен Симодският договор, според който всички Курилски острови на север от Итуруп, включително и Екарма, остават във владение на Русия. През 1875 г. руският император Александър II сключва следващия, Санктпетербургския договор с японския император, според който Русия получава остров Сахалин, а Япония – 18 от Курилските острови, между които и Екарма.
През 1905 г., след Руско-японската война, победената Русия отстъпва всички Курилски острови на Япония, заедно с Южен Сахалин.
През 1945 г., по време на Втората световна война, СССР отвоюва от Япония всички Курилски острови, включително и Екарма. След разпада на съюза, островите остават в границите на Русия, като страна, правоприемница на СССР.

## Флора и фауна
На остров Екарма съществуват около 120 вида висши растения. Плоските участъци на терасите по крайбрежието са покрити с преобладаващо тревиста растителност. Ливади с по-висока трева и единични върби присъстват само по протежение на временните потоци. Могат да се видят единични храсти от елша, а по бреговете и склоновете на вулкана расте голямо количество боровинки. Стръмните източни и северни склонове са покрити с оскъдна трева, мъхове и лишеи, а южните – с пирени. В крайбрежните води виреят кафяви водорасли от вида ламинария.
На североизточния нос на острова е разположена огромна колония полярни буревестници. Срещат се единични екземпляри късоопашат албатрос, берингова чайка, орехче, Tringa incana, качулата тъпоклюна кайра от семейство Кайрови. На острова е открита двойка соколи скитници, които гнездят на същото място, на което са наблюдавани и през 2000 г. В колония от тихоокеански чайки е забелязана възрастна чайка на Хюглин в брачен период. Големи животни на острова няма.